# Gadiaba Kadiel
Gadiaba Kadiel, o anche Kadiaba Kadiel, è un comune rurale del Mali facente parte del circondario di Nioro du Sahel, nella regione di Kayes.
Il comune è composto da 8 nuclei abitati:
- Alana Massassi
- Fossé-Kaarta
- Gadiaba Boundounké
- Gadiaba-Dialla
- Gadiaba-Kadiel
- Gadiaba M'Bomoyabé
- Gourel–Céno–Dédji
- Sanbagoré